# Rayo Vallecano de Madrid
O Rayo Vallecano de Madrid, Socided Anoninia Deportiva (ou simplesmente Rayo Vallecano ou também somente Rayo) é um clube de futebol espanhol, sediado em Vallecas, um bairro de Madrid. Foi fundado em 29 de maio de 1924 por Prudencia Priego. Seus torcedores são chamados de rayistas, com o setor fanático sendo referido como bukaneros.
Atualmente, disputa a Primeira Divisão do Campeonato Espanhol. Possui um estádio (Vallecas) com capacidade para cerca de 15 mil pessoas, inaugurado em 1976. 
É conhecido pelo engajamento político de viés esquerdista de sua torcida, tal como o clube alemão St. Pauli, o que desenvolveu amizade entre os dois clubes.

## Clube politicamente engajado
Considera-se que o clube tem porte "de bairro", com torcida limitada à sua região de Vallecas. Além de ser um clube de futebol, o Rayo também é uma fundação social, que apoia iniciativas relacionadas ao esporte como meio de educação física e moral. A região onde se situa está na área economicamente modesta de Madrid, repleta de conjuntos habitacionais e ponto de chegada de migrantes humildes de outros países ou outras regiões espanholas, sendo o distrito com maior índice de desemprego na cidade. Exatamente em Vallecas surgiram os primeiros movimentos sindicais e sociais na capital. Tal contexto gerou na torcida rayista um tradicional engajamento político de viés esquerdista, com torcedores do clube estando entre os líderes da greve geral espanhola de 2012.
Dentre os motes do clube, o primeiro na Espanha a ser presidido por uma mulher (Teresa Rivero), estão "Ame o Rayo, odeie o racismo" e "pequeno no esporte, grande nos valores". Os rayistas consideram-se o verdadeiro clube operário de Madrid, imagem que costuma ser atrelada ao Atlético de Madrid, o que é contestado pelos vallecanos pela conduta supostamente fascista do grupo organizado "Frente Atlético" e pela situação econômica superior da casta de torcedores do Atleti.
Dentre as atitudes engajadas da torcida rayista, estão a mobilização para arrecadar dinheiro suficiente para saldar a dívida de uma moradora octogenária do bairro, despejada da casa hipotecada, em 2015 - o clube prontificou-se a pagar de modo vitalício o aluguel da idosa; e protestos enérgicos o suficiente para a diretoria cancelar a transferência do ucraniano Roman Zozulya em 2017, em função do jogador possuir vínculo ativo com grupos neonazistas em seu país. O clube em si, por sua vez, já substituiu a característica faixa vermelha por uma na cor rosa, para conscientização do câncer de mama, e também por outra nas cores do arco-íris, em prol da luta contra homofobia; tais cores, segundo comunicado oficial, também simbolizariam a luta contra a AIDS (vermelho), depressão (amarelo), abuso infantil (azul), violência doméstica (roxo) e de apoio a deficientes físicos (laranja) e meio ambiente (verde), com o clube doando parte da venda dessa camiseta a instituições de caridade ligadas a tais causas.
O Rayo, que na década de 1970 recebeu a alcunha de Matagigantes por vitórias na mesma temporada sobre Real Madrid, Barcelona, Atlético de Madrid, Valencia e Athletic de Bilbao e alcançou as quartas-de-final da Copa da UEFA na temporada 2000-01 (eliminado pelo Deportivo Alavés por 4-2 no agregado), veio a ter sua melhor sequência na elite a partir da compra em 2011 pelo empresário Martín Presa. Ao fim da temporada 2010-11, o clube subiu da segunda divisão e dali ficou por cinco temporadas seguidas na primeira, incluindo sua melhor campanha na elite - o oitavo lugar na temporada 2012-13. O sucesso inicial da administração de Presa deu lugar a reiteradas contestações à sua forma de gestão, a incluir uma mal sucedida experiência de uma filial do time em Oklahoma (o Rayo OKC), criticada pelos puristas por descaracterizar o caráter local do clube. Em meio à protestos contra a diretoria, a sequência na elite acabou encerrada na temporada 2015/16, onde o Rayo terminou em antepenúltimo lugar.
A equipe feminina do Rayo tem melhor retrospecto que a masculina, com três títulos na Primeira Divisão Espanhola, chegando a contratar Milene Domingues em 2002, quando esta era esposa de Ronaldo. Uma das críticas ao proprietário Martín Presa foi justamente, a despeito do retrospecto, sugerir acabar com o departamento feminino, o que foi impedido pela reação da torcida em providenciar um crowfunding em prol da causa.
Na temporada 2020–21 terminou em 6º lugar na tabela, garantindo vaga a disputa dos play-offs para ser promovido à Primeira Divisão. Em 20 de junho de 2021, Rayo Vallecano retorna à Primeira Divisão , após a vitória na final do play-off de acesso, ao vencer no agregado o Girona por 3 a 2; 1-2 em Madrid, 0-2 em Girona .

## Temporadas recentes
- 2004/2005: Segunda División B, 3°
- 2005/2006: Segunda División B, 5°
- 2006/2007: Segunda División B, 2°
- 2007/2008: Segunda División B, 1° - (Play-Off) - Promovido
- 2008/2009: Segunda División

## Dados do clube
- 23 temporadas na La Liga
- 38 temporadas na Segunda División
- 5 temporadas na Segunda División B
- 11 temporadas na Tercera División

- Federación Regional Castellana de Fútbol (1928-30; 1939-49)
  - 7 temporadas na Primera Categoría
  - 3 temporadas na Segunda Categoría

- Federación Obrera de Fútbol (1931-36)
  - 5 temporadas
- Melhor participação na Primera División: 8º (2012/13 e 2024–25)
- Pior participação na Primera División: 20º (2018-19)
- Participações em competições internacionais: 1
  - Copa da UEFA: 1 (2000-01).
  - Liga Conferência da UEFA: 1 (2025–26).
- Melhor classificação na Copa del Rey: Semifinal (1982 e 2021–22).
- Melhor vitória em casa: Rayo Vallecano 6 - 0 Osasuna (11-12)
- Melhor vitória fora de casa: Las Palmas 0 - 6 Rayo Vallecano (88-89)
- Pior derrota em casa: Rayo Vallecano 0 - 7 FC Barcelona (11-12)
- Pior derrota fora de casa Real Madrid 10 - 2 Rayo Vallecano (15-16)
- Mascote do clube: La abeja "PICA PICA

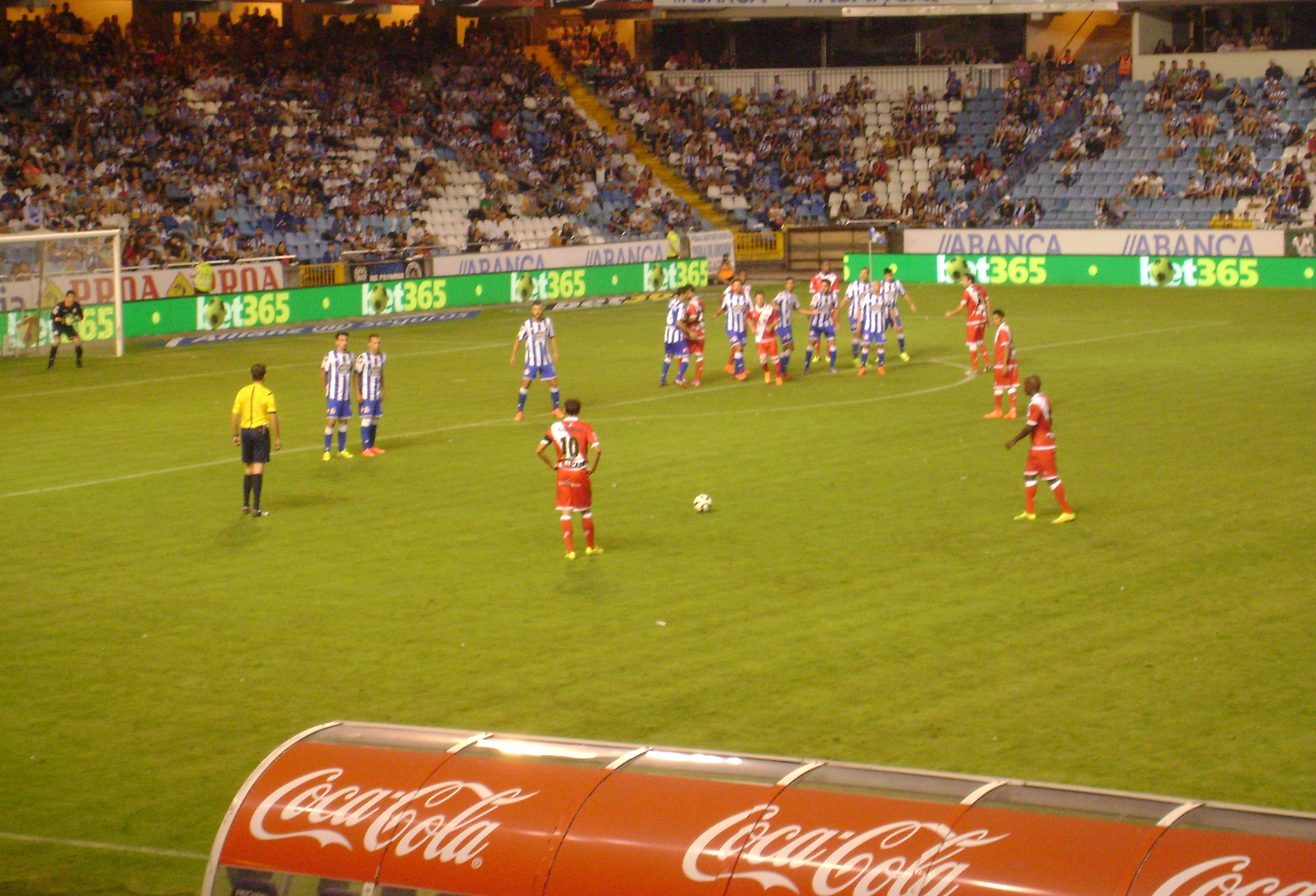
Deportivo de La Coruña x Rayo Vallecano.

## Elenco
Atualizado em 23 de setembro de 2024.
- : Capitão
- : Lesão